# Ludwig Plate (Zoologe)

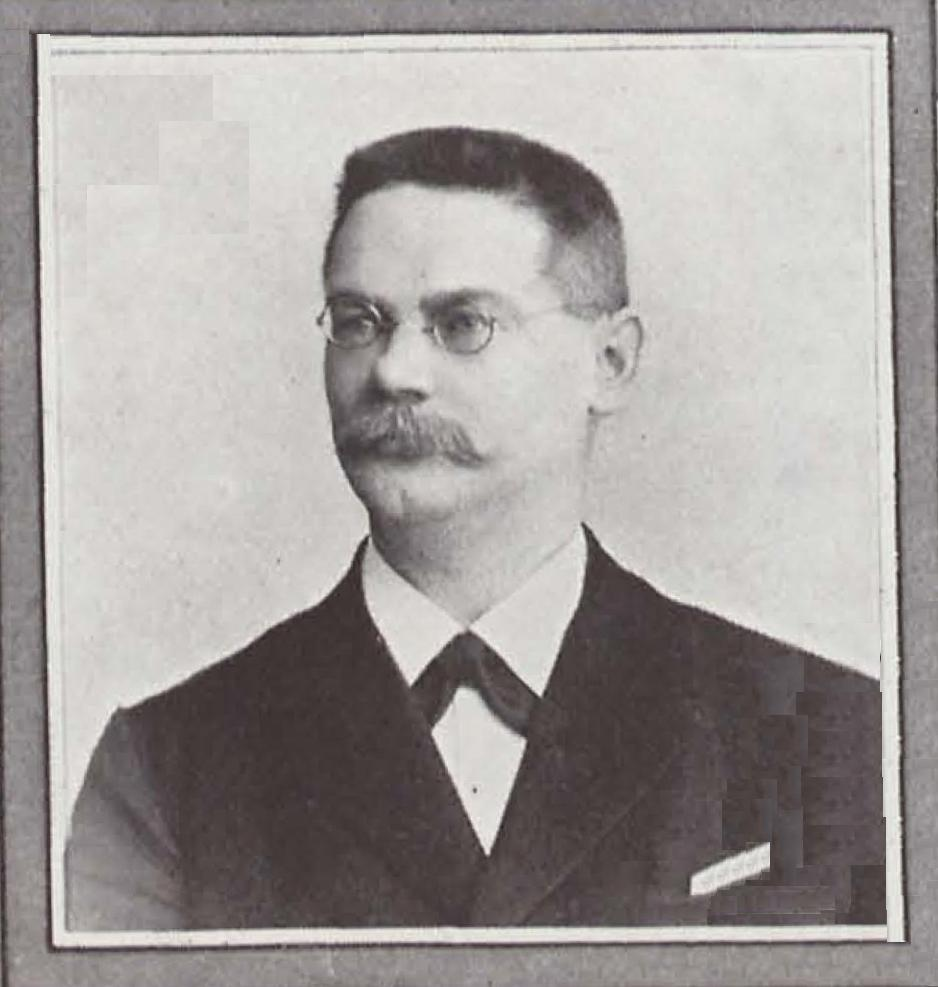
Ludwig Plate. Foto von 1901.

Ludwig Hermann Plate (* 16. August 1862 in Bremen; † 16. November 1937 in Jena) war ein deutscher Zoologe, Sozialdarwinist und ab 1909 Professor in Jena; er verfasste Arbeiten zur Vererbungs- und Abstammungslehre.

## Herkunft
Seine Eltern waren der Lehrer Heinrich Plate (1813–1880) und dessen englische Ehefrau Phoebe Hind (1826–1911). Sein Vater, ein Neuphilologe, unterrichtete an der Bürger- bzw. Realschule in Bremen. Ferner verfasste er mit großem Erfolg Lehrbücher für die englische und französische Sprache. Der Ingenieur Ludwig Plate (1883–1967) war sein Neffe, Ludwig Häpke sein Pate, der „liebevoll und unermüdlich für naturwissenschaftliche Belehrung“ gesorgt haben soll.

## Leben
Plate besuchte das Gymnasium in seiner Heimatstadt und studierte – nachdem ihm „ein großes Stipendium des Bremer Senats und die freundliche Unterstützung einer Senatorenfamilie“ den Weg zur Hochschule geebnet hatte – Mathematik und Naturwissenschaften in Bonn, München und Jena. 1885 veröffentlichte er seine Dissertation Beiträge zur Naturgeschichte der Rotatorien. Er war ein Schüler Ernst Haeckels und wurde von ihm gefördert. Wie Haeckel war er im Deutschen Monistenbund organisiert und gehörte zu seinen Mitbegründern. Dem Staatsexamen für das höhere Lehramt (1887) folgte 1888 die Habilitation für Zoologie an der Universität Marburg und später auch an der von Berlin. 1896/97 war er ein Jahr als Assistent des Zoologischen Instituts der Berliner Universität tätig.
1898 wurde er Titularprofessor für Zoologie an der Tierärztlichen Hochschule in Berlin, wo er bis März 1905 „als Hilfslehrer der Zoologie“ tätig war. Gleichzeitig war er ab 1901 „Kustos der biologischen Abtheilung des Instituts für Meereskunde in Berlin“. Zum 1. April 1905 wurde er zum „etatsmäßigen Professor der landwirthschaftlichen Hochschule Berlin“ ernannt.
Geprägt durch Haeckel war für Plate die Eugenik beziehungsweise Rassenhygiene von besonderem Interesse. Im Jahr 1904 erschien die erste Ausgabe der Zeitschrift Archiv für Rassen- und Gesellschafts-Biologie einschließlich Rassen- und Gesellschafts-Hygiene. Hier wurden Arbeiten zum Thema Rassenhygiene gesammelt und publiziert und ein umfassender wissenschaftlicher Austausch gefördert. Herausgeber und Gründer waren unter anderen Plate, Alfred Ploetz, Ernst Rüdin und Anastasius Nordenholz. Die Zeitschrift verstand sich im weiteren Verlauf als Organ der 1905 in Berlin gegründeten Deutschen Gesellschaft für Rassenhygiene. Als Nachfolger Ernst Haeckels bekleidete Plate ab 1909 das Amt des Direktors des Zoologischen Institutes und des Phyletischen Museums in Jena, das 1912 eröffnet wurde; Haeckel selbst hatte nach einer Auseinandersetzung mit Plate auf eine Mitwirkung verzichtet. 1934 erfolgte seine Emeritierung. Im Jahr 1933 wurde er zum Mitglied der Leopoldina gewählt. Er war zudem Mitglied der Ungarischen und  Schwedischen Akademie der Wissenschaften.
Plate reiste zu Forschungszwecken nach Westindien, Südamerika und an das Rote Meer. Er war Ehren-Alter Herr des Corps Agronomia-Jenensis.

## Wirken
Plate gehörte zu den Meinungsbildnern, die vor der Zeit des Nationalsozialismus den Antisemitismus aktiv propagierten und aktiv umsetzten. So beschloss die Jenaer Klinikerschaft bereits Ende 1922 die ersten vier Bänke ihres Auditoriums nur Ariern vorzubehalten. In einer Vorlesung 1924 behauptete Plate: "Die Judenfrage ist zweifellos eine Rassenfrage und gehört daher in eine zoologische Vorlesung. Es ist meine Pflicht, anhand der Tatsachen darauf hinzuweisen, dass die Juden als Rasse, beziehungsweise als Volk zwar manche guten Eigenschaften, aber sehr viel mehr schlechte haben, und dass daher von einer Vermischung von Juden und Ariern dringend zu warnen ist. Jeder Lehrer soll zugleich Erzieher sein, und als Rassen- und Vererbungsforscher ist es (...) meine Pflicht, meine Zuhörer zu Rassenstolz und Rassenbewusstsein zu erziehen." Auf diese Äußerungen erfolgte ein disziplinarrechtliches Verfahren gegen Plate, das mit einem Freispruch endete. Plate berief sich auf den Unabhängigkeitsanspruch der Professoren. Ein generelles Judenverbot an der Universität Jena, wie von Plate gefordert, ließ sich damals noch nicht durchsetzen.
1930 veröffentlichte Plate unter dem Titel Feminismus unter dem Deckmantel der Wissenschaft eine Schmähschrift gegen Mathilde Vaerting, eine von zwei Frauen, die in Deutschland erstmals einen Lehrstuhl erhielten. Vaerting wurde 1923 zum "ordentlichen Professor" für Pädagogik in Jena ernannt. Plates unermüdliche Versuche, sie zu bekämpfen und ihre Kompetenz in Zweifel zu ziehen, mündeten schließlich nach der Machtergreifung durch die Nationalsozialisten 1933 in ihrer Entlassung aus dem universitären Dienst.

## Familie
Plate heiratete 1902 Hedwig von Zglinicki (1861–1933), eine Tochter des Generalmajors Karl Friedrich Pruß von Zglinicki (1818–1886) und nach ihrem Tod 1933 die Verlegertochter Klara König (* 1880). Die Ehen blieben kinderlos, bis auf einen Stiefsohn.

## Werke
- Beiträge zur Naturgeschichte der Rotatorien. In: Jenaische Zeitschrift für Naturwissenschaft 19 NF 12 (1886), S. 1–120 (online bei Biodiversity Heritage Library)
- Über die Bedeutung des Darwin'schen Selectionspricips und Probleme der Artbildung, Plate, Ludwig 2. Aufl. Leipzig, 1903
- (Hrsg.): Ultramontane Weltanschauung und moderne Lebenskunde, Orthodoxie und Monismus  : die Anschauungen des Jesuitenpaters Erich Wasmann und die gegen ihn in Berlin gehaltenen Reden , Verlag Gustav Fischer, Jena 1907
- Selectionsprinzip und Probleme der Artbildung, ein Handbuch des Darwinismus. 3., sehr vermehrte Aufl., Plate, Ludwig, Verlag Wilhelm Engelmann, Leipzig 1908
- Der gegenwärtige Stand der Abstammungslehre, Plate, Ludwig, Leipzig, 1909
- Vererbungslehre (Handbücher der Abstammungslehre), Plate, Ludwig, Verlag W. Engelmann, Leipzig, 1913
- Leitfaden der Deszendenztheorie. Abdruck aus dem 'Handwörterbuch der Naturwissenschaften'. Bd. 2, Plate, Ludwig, Verlag Jena Gustav Fischer, 1913
- Feminismus unter dem Deckmantel der Wissenschaft, Plate, Ludwig, in: Geschlechtscharakter und Volkskraft. Grundprobleme des Feminismus. Darmstadt/Leipzig 1930
- Führer durch das Museum für Abstammungslehre (Phyletisches Museum) der Universität Jena, Plate, Ludwig, Publikation des Phyletisches Museums 1933